# Acorn Electron

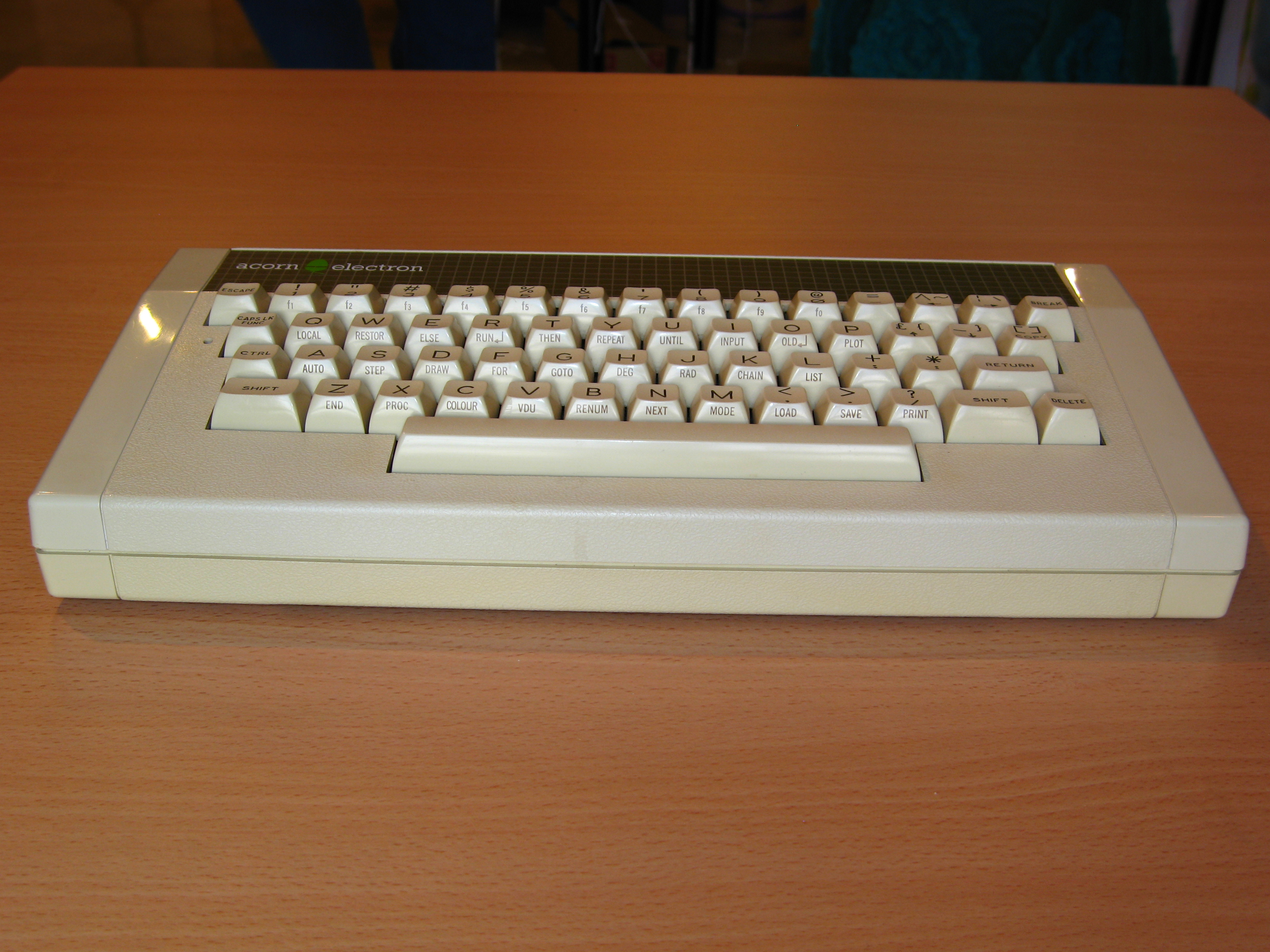
vista frontal.

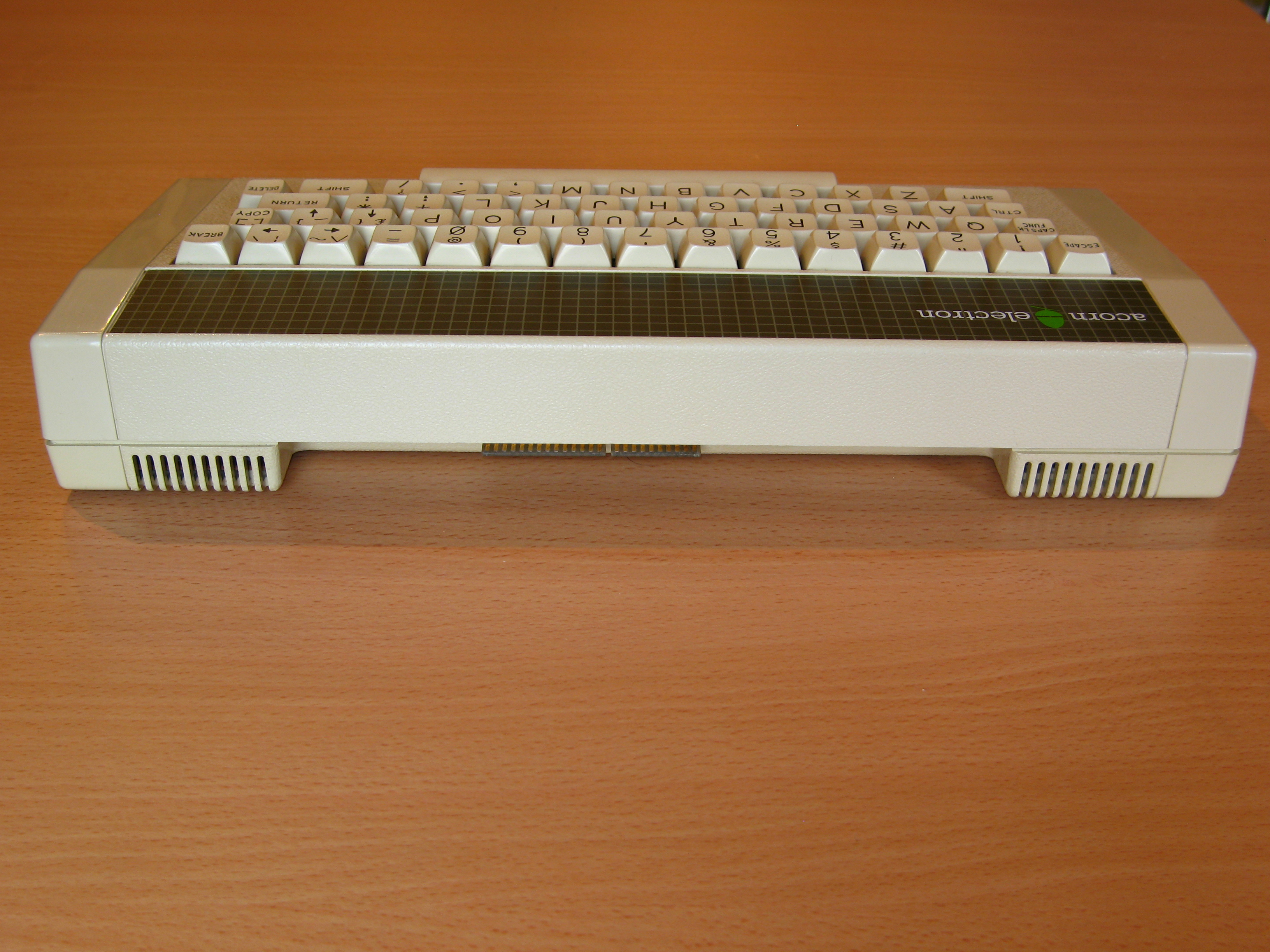
vista trasera.

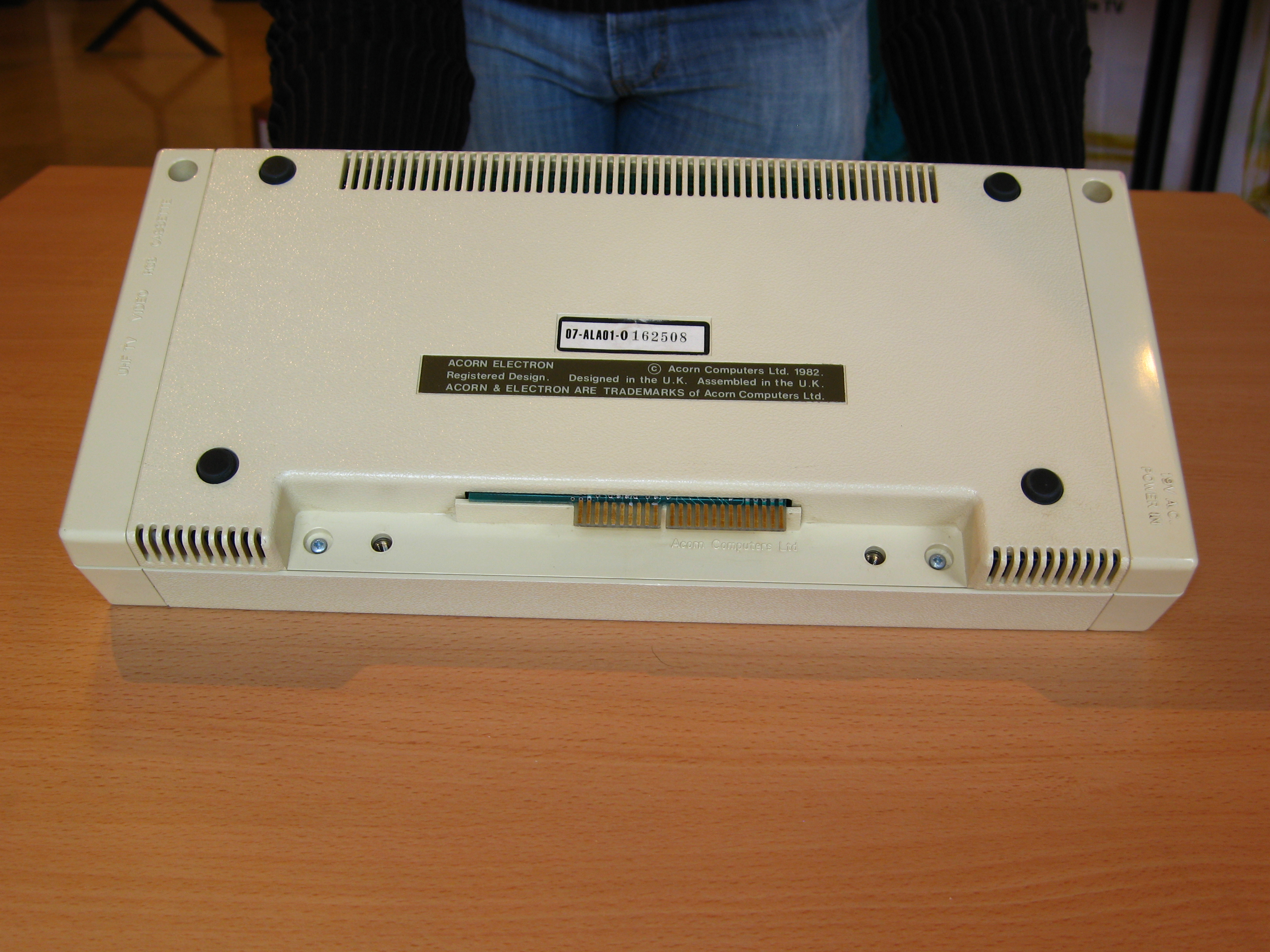
vista inferior.

El Acorn Electron fue un ordenador doméstico diseñado y comercializado por Acorn Computers en 1983 como una versión barata de su BBC Micro (también conocido como Acorn Proton), pues el alto precio de estos es el principal problema para su expansión. 
Se utilizaron chips compatibles más económicos, se eliminó el coprocesador gráfico y se integró todo el soporte (memoria, gráficos, sonido...) en una ULA (lo que provocó numerosas incompatibilidades en los juegos del BBC), el segundo procesador, los sockets ROMs... dejando todo en manos de expansiones exteriores. 
Sin embargo, todo el BBC BASIC está disponible, por lo que fue un buen medio de que los niños ingleses menos pudientes puediesen continuar el trabajo / juego hecho en la escuela en sus BBC B.
Acorn comenzó vendiéndolo tal cual (el precio inicial fue de 199 libras esterlinas para luego incluirlo con varias expansiones externas (la más popular la Acorn Plus 1)
La intención inicial era aprovechar las ventas de Navidad del tramo barato en 1983. Aunque Acorn consiguió el objetivo de fijar varias funcionalidades del BBC B en un solo chip, problemas de fabricación causaron que sólo unas pocas máquinas estuviesen disponibles en las fechas previstas, hasta el punto de que hubo tiendas que tuvieron 8 preventas por cada máquina enviada. 
Fue un fallo del que nunca se recuperó, aunque las ventas de soft para el Electrón iban al ritmo de las del BBC Micro. Tras de la entrada de Olivetti en 1985 en el accionariado de Acorn, la máquina es abandonada.
El Electrón fue el tercer micro más vendido del Reino Unido, estimándose en 500 los títulos conocidos para la máquina, y el período de venta comercial de su software sobrepasa al del BBC Micro. 
En Europa se comercializó también en Francia (2950 francos franceses en febrero de 1984) y Alemania (unos 2000 marcos, sin confirmar), pero sin el fondo del mercado educativo no tuvo casi repercusión. 
A España llegó por algunas tiendas importadoras, pero no logró distribución oficial.
Precisamente debido a la falta de recursos, varias de las prestaciones posteriormente asociadas con los BBC Master y Acorn Archimedes se implementaron primero en el Electrón como expansiones externas, incluyendo los slots de cartuchos ROM y el Advanced Disc Filing System (una mejora del sistema implementado originalmente en los BBC Micro).

## Detalles Técnicos
- CPU: 6502A a 1,79 MHz
- ROM: 32 KB incluyendo el BBC BASIC y el sistema operativo. Es ampliable mediante sockets en periféricos de ampliación (a diferencia de sus hermanos mayores los BBC Micro, el Electrón carece de sockets internos)
- RAM: 32 KB. Algunos modelos viene con un solo chip de 4x64 kbit La ULA debe dividir cada Byte (8 bits) en Nibbles (4 bits) y situarlos en el puerto adecuado.
- Carcasa: En plástico blanco rectangular (340 x 160 x 65 mm), mucho menor que la de los BBC, con el bus en la trasera y las tomas de casete, alimentación, RGB y TV en el lateral izquierdo. Una banda negra con cuadrados blancos y el logo cubre el tercio superior del teclado.
- Teclado: QWERTY de 56 teclas en color blanco de buena calidad, con un comando BASIC rotulado en las alfabéticas y teclas de función en las numéricas. En el lateral izquierdo teclas ESCape, CAPS LOCK / FUNC, CTRL y SHIF. A la derecha BREAK, COPY (funcionalidad similar a la de los Amstrad CPC), RETURN, SHIFT y DELETE. Tecals de cursor y caracteres especiales (acentos, símbolo de la libra...) junto a las BREAK y COPY. Mediante la tecla FUNC accede a las funciones de las Function Keys del BBC (eliminadas) y a diferentes caracteres y tokens BASIC (como el Spectrum).
- Pantalla: Gobernada por la ULA (Undedicated Logic Array), tiene 7 de los 8 modos del BBC B:
  - Mode 0: 640 x 256 con 2 colores. Texto a 80 x 32
  - Mode 1: 320 x 256 con 4 colores. Texto a 40 x 32
  - Mode 2: 160 x 256 con 16 colores. Texto a 20 x 32.
  - Mode 3: Texto a 80 x 25 caracteres con 2 colores.
  - Mode 4: 320 x 256 con 2 colores. Texto a 40 x 32.
  - Mode 5: 160 x 256 con 4 colores. Texto a 20 x 32.
  - Mode 6: Texto a 40 x 25 con 2 colores.

Los colores pueden escogerse libremente de una paleta de 16 (8 básicos+ destellantes)
- Sonido: 1 Canal de sonido + 1 canal de ruido blanco mediante la ULA. Dispone de 3 canales virtuales independientes, pero todos son mapeados por el único canal físico. Esto se hace para mantener la compatibilidad con el BBC B
- Soporte: 
  - Casete a 1200 baudios
  - Unidad de disquete de 5,25 compatible BBC B
- Entrada/Salida:
  - Puerto de expansión, con todas las señales de la CPU en la trasera
  - Modulador TV PAL (lateral izquierdo)
  - Salida de Video compuesto PAL
  - Monitor RGB DIN 6
  - Interfaz de casete DIN 7
  - Fuente de alimentación externa (19V AC) en el lateral derecho

## Ampliaciones
- Acorn Plus 1
- Acorn Plus 3
- Acorn Cassette player
- Romplus-144 Jafa Systems
- Romplus-144 with ram Jafa Systems
- Mode 7 Adaptor (built) Jafa Systems
- Mode 7 Adaptor (kit) Jafa Systems
- Mode 7 Adaptor (kit and case) Jafa Systems
- E2P Second Processor kit Jafa Systems
- E2P with software on disc or rom Jafa Systems
- E2P fully built PMS
- P.R.E.S. Advanced Plus 1
- P.R.E.S. Advanced Plus 2
- P.R.E.S. Advanced Plus 3
- AN interface only PRES
- AN with AP1 PRES
- Advanced Plus 6 PRES
- Advanced Quarter Meg Ram PRES
- Advanced Rom Adaptor PRES
- Advanced Battery Backed Ram PRES
- 4 Channel Sound Cartridge Project Expansions
- User Port Project Expansions
- Eprom Programmer Project Expansions
- Acorn Electron (with MRB fitted) Slogger
- Pegasus 400 Disc Drive System Slogger
- Master Ram Board (shop fitted) Slogger
- Elk turbo driver (fitted) Slogger
- Rombox Plus Slogger
- Joystick Interface Slogger
- Joy Int. with Expansion Rom 2.0 Slogger
- 32k Sideways Ram Cartridge Slogger
- 32k S.R. with Expansion Rom 2.0 Slogger
- Eprom Cartridges Slogger
- COMMS1 (RS423, software, modem) Slogger
- COMMS2 (RS423, software) Slogger
- COMMS3 (modem only) Slogger
- Mouse package Inc. User Port, Mouse & Art package) Slogger
- Micro Stuffer Supra Corporation

## Emuladores
- ElectrEm
- Elkulator

- Datos: Q342163
- Multimedia: Acorn Electron / Q342163